# Сміла (річка)
Смі́ла — річка в Україні, у Конотопському та Роменському районах Сумської області. Ліва притока Бишкіня (басейн Дніпра).

## Опис
Довжина річки приблизно 6,9 км. Місцями пересихає.

## Розташування
Бере початок у селі Шкуматове. Тече переважно на південний захід через село Сміле і впадає у річку Бишкінь, праву притоку Сули.